# 10 ديسمبر
- السبت
- الأحد
- الاثنين
- الثلاثاء
- الأربعاء
- الخميس
- الجمعة

- 298 جمادى الآخرة 1447  هـ
- 309 جمادى الآخرة 1447  هـ
- 110 جمادى الآخرة 1447  هـ
- 211 جمادى الآخرة 1447  هـ
- 312 جمادى الآخرة 1447  هـ
- 413 جمادى الآخرة 1447  هـ
- 514 جمادى الآخرة 1447  هـ
- 615 جمادى الآخرة 1447  هـ
- 716 جمادى الآخرة 1447  هـ
- 817 جمادى الآخرة 1447  هـ
- 918 جمادى الآخرة 1447  هـ
- 1019 جمادى الآخرة 1447  هـ
- 1120 جمادى الآخرة 1447  هـ
- 1221 جمادى الآخرة 1447  هـ
- 1322 جمادى الآخرة 1447  هـ
- 1423 جمادى الآخرة 1447  هـ
- 1524 جمادى الآخرة 1447  هـ
- 1625 جمادى الآخرة 1447  هـ
- 1726 جمادى الآخرة 1447  هـ
- 1827 جمادى الآخرة 1447  هـ
- 1928 جمادى الآخرة 1447  هـ
- 2029 جمادى الآخرة 1447  هـ
- 211 رجب 1447  هـ
- 222 رجب 1447  هـ
- 233 رجب 1447  هـ
- 244 رجب 1447  هـ
- 255 رجب 1447  هـ
- 266 رجب 1447  هـ
- 277 رجب 1447  هـ
- 288 رجب 1447  هـ
- 299 رجب 1447  هـ
- 3010 رجب 1447  هـ
- 3111 رجب 1447  هـ
- 112 رجب 1447  هـ
- 213 رجب 1447  هـ

10 ديسمبر أو 10 كانون الأوَّل أو يوم 10\12 (اليوم العاشر من الشهر الثاني عشر) هو اليوم الرابع والأربعين بعد الثلاثمائة (344) من السنة، أو الخامس والأربعين بعد الثلاثمائة (345) في السنوات الكبيسة، وفقًا للتقويم الميلادي الغربي (الغريغوري). يبقى بعده 21 يومًا على انتهاء السنة.

## أحداث
- 1520 - مارتن لوثر يقوم بإحراق مرسوم كنسي بطرده من الرحمة عقابًا له على معارضته لسلطة الكنيسة، واعتبرت هذه الخطوة خطيرة ساهمت بابتعاده عن الكنيسة الكاثوليكية.
- 1901 - بدء تسليم جوائز نوبل للمرة الأولى.
- 1902 - افتتاح الخزان التابع لسد أسوان في مصر.
- 1948 - الجمعية العامة للأمم المتحدة تصدر الميثاق العالمي لحقوق الإنسان.
- 1949 - جيش التحرير الشعبي الصيني يبدأ بمحاصرة مدينة تشنغدو في بر الصين الرئيسي حيث يعقد الكوميانتغ، مما اضطر الرئيس الصيني شيانج كاي شيك وحكومته إلى الانسحاب إلى جزيرة تايوان، وذلك أثناء الحرب الأهلية الصينية.
- 1953 - رئيس الوزراء البريطاني ونستون تشرشل يتسلم جائزة نوبل في الأدب.
- 1963 - خليفة عبد الله حسن خليفة، ثائر من عدن (1945 - 2007)، نفذ عملية فدائية بتفجير قنبلة في مطار عدن، في إطار الكفاح ضد الاحتلال البريطاني، أسفرت عن إصابة المندوب السامي البريطاني (تريفاسكس) بجروح ومصرع نائبه القائد جورج هندرسن، كما أصيب أيضاً بإصابات مختلفة 35 من المسؤولين البريطانيين وبعض وزراء حكومة اتحاد الجنوب العربي.
- 1984 - الجمعية العامة للأمم المتحدة تقر اتفاقية مناهضة التعذيب.
- 1992 - منتخب قطر لكرة القدم يفوز ببطولة كأس الخليج المقامة في دولة قطر.
- 1995 - انسحاب الجيش الإسرائيلي من نابلس تنفيذًا لبنود اتفاقية أوسلو.
- 2006 - المعارضة اللبنانية تنظم اعتصام شعبي ضد الحكومة يعتبر الأكبر في تاريخ لبنان بوسط بيروت حيث قدرت الوكالات الرسمية عدد المتظاهرين بأكثر من مليون شخص.
- 2007 - الإعلان عن تشكيل هيئة البيعة السعودية والتي أسسها الملك عبد الله بن عبد العزيز آل سعود في 20 أكتوبر 2006، وقد اختير الأمير مشعل بن عبد العزيز آل سعود رئيسًا لها.
- 2009 - الحكومة اللبنانية برئاسة سعد الدين الحريري تحصل على ثقة مجلس النواب بأغلبية 122 صوت من أصل الحضور، بينما امتنع نائب عن التصويت وحجب نائب آخر الثقة عن الحكومة، وغاب عن جلسة الثقة أربعة نواب.
- 2014 - مقتل الوزير الفلسطيني زياد أبو عين؛ إثر قمع القوات الإسرائيلية لمظاهرة بقرية ترمسعيا برام الله.
- 2016 -
  - مقتل 38 شخصاً وإصابة 166 آخرين جراء تفجيرين انتحاريين في بشكطاش وسط مدينة إسطنبول التركية.
  - مقتل 160 شخصًا وجرح أكثر من مئتين آخرين بحادث انهيار سقف كنيسة بمدينة أويو في ولاية أكوا أيبوم بجنوب نيجيريا.
- 2020 - الانتخابات العامة الغانية تُسفر عن فوز الرئيس نانا أكوفو أدو بفترة رئاسية ثانية.
- 2021 - بطل العالم في الشطرنج ماغنوس كارلسن يُحافظ على لقبه بعد فوزه على متحديه يان نيبومنياتشي في بطولة العالم للشطرنج 2021.

## مواليد
- 1394 - الملك جيمس الأول، ملك إسكتلندا.
- 1815 - آدا لوفلايس، عالمة رياضيات إنجليزية.
- 1830 - إيميلي ديكنسون، شاعرة أمريكية.
- 1851 - ملفل ديوي، صاحب تصنيف ديوي العشري.
- 1870 - أدولف لوس، معماري نمساوي.
- 1891 - نيلي زاكس، شاعرة ألمانية حاصلة على جائزة نوبل في الأدب عام 1966.
- 1907 - لوسيان لوران، لاعب كرة قدم فرنسي.
- 1914 - دوروثي لامور، ممثلة أمريكية.
- 1928 - نهاد قلعي، ممثل سوري.
- 1934 - هوارد تيمن، عالم أمريكي في علم الوراثة حاصل على جائزة نوبل في الطب عام 1975.
- 1938 - فاروق الشرع، نائب سابق لرئيس الجمهورية السورية.
- 1941 - ساكاموتو كيو، مغني ياباني.
- 1944 - أندريس برزينش،سياسي ورئيس جمهورية لاتفيا الثامن.
- 1948 - أبو العباس، قائد سياسي فلسطيني.
- 1957 - مايكل كلارك دانكن، ممثل أمريكي.
- 1960 - لوسي، ممثلة وراقصة شرقية مصرية.
- 1967 - ماجد الكدواني، ممثل مصري.
- 1970 - كاميرون بوردمان سياسي أسترالي
- 1975 - حسينة صافي، سياسية وناشطة أفغانية.
- 1977 - إيمانويل الشريكي، ممثلة كندية.
- 1979- خالد الشيباني ؛ شاعر ومؤلف مصري.
- 1980 -
  - حليمة بولند، مذيعة كويتية.
  - مساري، مغني كندي من أصل لبناني.
- 1981 - فابيو روتشيمباك، لاعب كرة قدم برازيلي.
- 1982 - محمود العسيلي, مطرب وممثل مصري.
- 1983 - مهدي كريم، لاعب كرة قدم عراقي.
- 1985 - تريسور مبوتو، لاعب كرة قدم كونغولي.

## وفيات
- 861 - أبو الفضل جعفر المتوكل على الله، خليفة عباسي.
- 1037 - ابن سينا، طبيب وفيلسوف مسلم.
- 1198 - ابن رشد، فيلسوف أندلسي.
- 1865 - الملك ليوبولد الأول، ملك بلجيكا.
- 1867 - ساكاموتو ريوما، ثوري ياباني.
- 1896 - ألفرد نوبل، مهندس وعالم كيمياء سويدي وصاحب جائزة نوبل.
- 1936 - لويجي بيرانديلو، كاتب إيطالي حاصل على جائزة نوبل في الأدب عام 1934.
- 1950 - آني مونتيغو ألكسندر، إحاثية أمريكية.
- 1961 - كاظم السوداني، شاعر عراقي.
- 1971 - طه الفشني، قارئ قرآن ومنشد مصري.
- 1976 - الأميرة فتحية، ابنة فؤاد الأول ملك مصر.
- 1996 - فارون يونغ، مغني أمريكي.
- 2005 - ريتشارد بريور، ممثل أمريكي.
- 2006 - غريب محمود، ممثل مصري.
- 2010 - جون فين، عالم كيمياء أمريكي حاصل على جائزة نوبل في الكيمياء عام 2002.
- 2012 - عياض الدين أحمد، رئيس بنغلاديش.
- 2014 - زياد أبو عين، وزير فلسطيني.
- 2017 - أبو بكر سالم، مغني سعودي.
- 2020 - طلعت مسلم، عسكري وخبير استراتيجي مصري.
- 2021 - غازي فيصل، مذيع عراقي.
- 2022 - عزيوز رايس، مغني جزائري.

## أعياد ومناسبات
- اليوم العالمي لحقوق الإنسان.
- يوم الدستور في تايلاند.
- يوم تقديم جائزة نوبل للفائزين بها.

## وصلات خارجية
- وكالة الأنباء القطريَّة: حدث في مثل هذا اليوم.
- أرشيف مصر: حدث في مثل هذا اليوم.
- BBC: حدث في مثل هذا اليوم.